# Jim Taylor
James Guy Taylor (Hillingdon, 5 de novembro de 1917 - 6 de março de 2001) foi um futebolista inglês, que atuava como meia.

## Carreira
Jim Taylor fez parte do elenco da Seleção Inglesa de Futebol que disputou a Copa do Mundo de 1950 no Brasil.

## Ligações Externas
- Perfil em FIFA.com (em inglês)